# Liste der Naturdenkmale in Marienmünster
Die Liste der Naturdenkmale in Marienmünster nennt die Naturdenkmale in Marienmünster im Kreis Höxter in Nordrhein-Westfalen.

## Naturdenkmale
| Nummer | Bezeichnung                                       | Gemarkung    | Flurstück   | Lage                                                                            | Bemerkung | Bild |
| ------ | ------------------------------------------------- | ------------ | ----------- | ------------------------------------------------------------------------------- | --------- | ---- |
| 24     | 2 Stieleichen                                     | Bredenborn   | 3;61        | Bei der Libori-Kapelle. 51° 48′ 46,1″ N, 9° 11′ 8,7″ O                          |           |      |
| 22     | Karstquellbereich des Bangerngrabens              | Bredenborn   | 13;87,82,83 | Am Südwestrand des Ortes Bredenborn. 51° 48′ 35,6″ N, 9° 10′ 44″ O              |           |      |
| 23     | Aufschluss im unteren Gipskeuper mit Feuchtbiotop | Vörden       | 2;478       | Südhang des Hungerberges 1 km nördlich von Vörden. 51° 49′ 39″ N, 9° 13′ 21″ O  |           |      |
| 24     | 1 Sommerlinde (sogenannte Femlinde)               | Münsterbrock | 7;18        | Gegenüber Gut Oldenburg südlich der K 65. 51° 50′ 25,4″ N, 9° 13′ 45,5″ O       |           |      |
| 25     | Tümpel „Kolk“ mit Gehölzgürtel                    | Löwendorf    | 5;17        | 800 m südlich von Löwendorf in der Feldflur. 51° 50′ 14,6″ N, 9° 16′ 44,8″ O    |           |      |
| 26     | Ehemalige Mergelkuhle mit Tümpel und Buschwerk    | Löwendorf    | 3;7         | Zwischen Hohehaus und Löwendorf in der Feldflur. 51° 50′ 3,6″ N, 9° 16′ 12,4″ O |           |      |